# Damaschino
Damaschino ist ein Synonym für die alte Weißweinsorte „Planta Fina“, die aus Spanien stammt. Ihr Name leitet sich wahrscheinlich von der syrischen Stadt Damaskus ab. Sie wird auf Sizilien sowie in Spanien und Rumänien angebaut. Die säurearme Sorte kann finessenreiche Weißweine erbringen und hat sich vor allem im sizilianischen Freien Gemeindekonsortium Trapani einen guten Namen gemacht, wo sie im DOC-Wein Bianco d’Alcamo Verwendung findet.
Damaschino hat ähnlich lautende Synonyme wie die spanischen Sorte Planta Fina de Pedralba. Ob die beiden Sorten identisch sind, ist umstritten.

## Synonyme
Abbotta Pezzenti, Alicante, Alicante Blanc, Alicante Blanco, Alicante Branco, Arratalau Bianco, Bastardo Ruzo, Beldi, Beldi Baddar, Beldi Damschino, Beldi de Tunis, Beldi Productif, Belies, Blanci, Blanzy, Boal Branco, Boal Cachudo, Boal de Alicante, Bola Dulce, Bormenc, Branco Conceicao, Cacho Gigante, Cacho Grande, Cachudo no Douro, Canaan, Damas Blanc, Damaschena, Damaschin Galben, Damaschina, Damaschino, Damasskii Belyi, Damassky Blanc, Domaschina, Domascina, Espagnol, False Trebbiano, Farana, Farana Blanc, Farana de Mascara, Farana de Zatima, Faranah, Farrana Blanc, Farranah, Ferhana, Ferrana, Kanaan, Macedonia, Majorken, Majorquen, Majorquin, Mayorcain, Mayorcain Blanc, Mayorkin, Mayorquen, Mayorquen Blanc, Mayorquin, Mayorquin Blanc, Messinese, Pansa D'alacant, Pansal de Majorque, Perola, Picpolla Blanca, Plant de Languedoc, Plant de Marseille, Planta Angort, Planta Augort, Planta de Pedralba, Planta de Pedralva, Planta Fina de Pedralba, Planta Pedralba, Planta Torrontes, Racina di Navi, Tizi Gzaoun, Tizigzaouine, Tiziyzaouine, Uva Rei, Uva Veneziana, Valencia, Valenciana Barbera, Valenciana Vinyater.
Siehe auch die Artikel Weinbau in Italien, Weinbau in Spanien und Weinbau in Rumänien sowie die Liste von Rebsorten.